# 垪和
垪和（はが）は、岡山県久米郡美咲町、久米南町、岡山市北区建部地域に亘る地域。中世の美作国垪和郷。

## 地名の由来
"ハガ"は崖・急傾斜地・峻険な所、崩壊地を示す言葉で、古来からそう呼ばれてきた所に"垪和"の漢字が当てられたと見られる。"垪"の字は非常に稀なもので塀を崩した国字とも言われるが、『龍龕手鑑』など字書に記載されており、漢字である。
垪和は古代は羽具部といって矢柄をつくり、鷹などを捕らえて矢羽根をつけたりする仕事を行う集団の住み処で、隣接する弓削庄は（元々は靭負部（ユゲノベ）という兵器を作る集団を意味していたとも言う）弓削氏との関わりを示す地であった。また所属郡の久米は軍事を事とする古代氏族久米氏の名称であるなど、古代から軍事に縁の深い地である。

## 地理
岡山県中部に位置し、南西を旭川、東を国道53号、北を国道429号で囲まれた標高300メートル以上の高地を開拓して成り立っている。急峻な斜面に築かれた棚田は有名で、隣接する久米南町籾などと共に、山上の隠れ里といった土地になっている。
その地勢にもかかわらず、数km道を下るだけで、吉井川を擁する津山盆地（中世における中心であった院庄）へ容易に到達できること、旭川と隣接しており高瀬舟で有名な舟運を利用できること、その旭川を数km遡れば美作主要盆地の一つである落合-真庭に出られることなどから、流通の便は悪くなかった。
東に稲岡北庄（原田）、稲岡南庄（誕生寺）、東南に弓削庄（籾、神目）、北に打穴庄（打穴）、北西に倭文庄（倭文）と接する。

## 歴史
5世紀初めごろ、応神天皇の子の大葉枝皇子が吉備に来て、久米郡賀茂郷を拓き羽具部と和して垪和彦命と号した。この命を祀って垪和社とし、社の周辺を垪和と呼んで、地方一帯を賀茂郷と称した（垪和神社記）。この頃、垪和郷には羽具部といって矢柄をつくり、鷹などを捕らえて矢羽根をつけたりする仕事を行う人々が住んでおり、この地は羽具部の里と呼ばれていた。
10世紀末、賀茂郷は垪和郷と稲岡庄に分割。
足利氏は1195年（建久6年）に垪和西郷地頭職を譲渡するなど、少なくとも鎌倉時代初期から垪和東郷・垪和西郷・稲岡南郷を所領として管理していた。
この縁で垪和氏は室町幕府の御番衆（奉公衆）となり、南北朝時代から戦国時代にかけて領域を統治した。
- 1441年（嘉吉元年） - 赤松勢が播磨より侵攻（『建内記』）。

- 1532年（天文元年） - 垪和氏の一族竹内久盛が竹内流柔術を開眼、垪和郷陥落後、息子の竹内久勝が武者修行の旅に出て、日本柔術の祖となる竹内流の名声を確立する。
- 1544年（天文13年）の尼子氏の侵攻では、両山寺のある二上山山頂が、高陣城として一帯侵攻の拠点となった。

尼子氏の勢力が後退した後、毛利氏側に立って鏡野・津山にまで勢力を拡大するも、1579年（天正7年）から1580年（天正8年）にかけて、宇喜多氏の侵攻により没落。この戦闘は、垪和郷一帯を巡る激しい城砦戦となり、垪和各地に多くの無名の墓が残る。
- 1604年（慶長9年） - 森忠政による検知。垪和郷16ヶ村（戦国期の8ヶ村を分村）で、5,555石9斗（『作陽誌』）。

江戸時代に美作一国を与えられた森氏が改易されて後は松平氏の石見浜田藩の飛び地領となる。
- 1866年（慶応2年） - 長州軍により浜田藩が陥落すると、浜田藩はこの地に逃亡。
- 1867年（慶応3年） - 美作国内に鶴田8千石に加え新たに所領2万石を与えられ2万8千石で隣接する久米町倭文に陣屋を築いて鶴田藩となる。
- 明治維新後、さらに加増されて6万1千石。
- 1872年（明治4年）7月 - 廃藩置県で鶴田県となる。同年11月の第一次府県統合で北條県に編入されて消滅。

近代以後の垪和は、町村制の施行や旭川に常設の橋がかかったことなどで、それぞれ近くにある平野の町との関係が深まり、その周縁として組み込まれて地域的一体性は薄れていった。結果として垪和は大垪和村、それを後継する地域としての大垪和（旧中央町西部山岳地帯）、垪和村を吸収した旭町、鶴田村を吸収した福渡（後の建部町）へとわかれていく。
- 1889年（明治22年）6月1日 - 町村制施行に伴い、久米北条郡大垪和西村、大垪和東村、境村、角石祖母村、両山寺村、和田北村が合併し、大垪和村となり、大字大垪和西に役場を置く。久米北条郡 中垪和上口村、小山村、中垪和谷村、中垪和畝村、東垪和村が合併し、垪和村となり、大字中垪和畝に役場を置く。久米北条郡三明寺村、角石畝村、角石谷村、和田南村が合併し、鶴田村となり、大字和田南に役場を置く。
- 1900年（明治33年）4月1日 - 久米北条郡が久米南条郡と合併し、久米郡となる。
- 1955年（昭和30年）1月1日 - 久米郡加美町、三保村、打穴村と合併、久米郡中央町となる。垪和村が久米郡倭文西村、西川村と合併、久米郡旭町となる。鶴田村が久米郡福渡町と合併、福渡町となる。

## 伝承
- 「御留場内では鉄砲やあみなわ・トリモチなどで羽子（ハゴ）を殺生してはならぬ」（『寛政三亥十一月津山藩御触書』）[8]

## 落人
垪和は交通の便と隠れ里的な地形を併せ持つことから、外部からさまざまな者が落人としてこの地に逃れ土着した。
- 佐藤氏： 佐藤沢清は大和に勢力を持つ国人であったが、元亀三年三月、松永久秀が信長に謀叛を起こしたときに高間城を落ちて、作州に遁れた（『三明寺佐藤氏文書』）[9]。
- 石田氏： 関ヶ原で西軍主将を務めた石田氏が敗れると、その一族が垪和に逃れ土着した。

## 地名の読み方
- 大垪和（おおはが）
- 境（さかい）
- 角石祖母（ついしそぼ）
- 両山寺（りょうさんじ）
- 和田北（わだきた）
- 和田南 （わだみなみ）
- 鶴田（たづた）
- 栃原（とちばら）
- 通谷（かいだに）
- 上口（うえくち）
- 真末（さのすえ）
- 三明寺 （さんみょうじ）
- 角石畝 （ついしうね）
- 角石谷 （ついしたに）
- 鶴田 （たづた）

## 現在の様子

### 郵便番号と大字
- 709-3721 久米郡美咲町両山寺
- 709-3722 久米郡美咲町大垪和東
- 709-3723 久米郡美咲町境
- 709-3724 久米郡美咲町角石祖母
- 709-3725 久米郡美咲町和田北
- 709-3726 久米郡美咲町大垪和西
- 709-3101 岡山市北区建部町鶴田
- 709-3102 岡山市北区建部町和田南
- 709-3103 岡山市北区建部町角石畝
- 709-3104 岡山市北区建部町角石谷
- 709-3105 岡山市北区建部町三明寺

### 教育

#### 小学校
- 美咲町立大垪和小学校（2006年閉校）

### 交通

#### 県道
- 主要地方道
  - 岡山県道70号久米建部線
- 一般県道
  - 岡山県道342号大垪和西小山旭線
  - 岡山県道373号栃原久米南線
  - 岡山県道451号和田北鶴田線

### 河川・山岳

#### 河川
- 打穴川
- 滝谷川

#### 山岳
- 二上山

### 名所・旧跡・観光スポット・祭事・催事
- 竹内流古武道発祥の地 - 県指定史跡。岡山市北区建部町角石谷。
- 大垪和西の棚田 - 日本棚田百選。美咲町大垪和西。
- 護法祭 - 修験道と原始社会の憑依が融合した日本の奇祭として有名[10]。美咲町両山寺。

### 寺院・神社

#### 寺院
- 両山寺

#### 神社
- 境神社
- 八幡神社
- 二上神社
- 和田神社

## 城
- 高陣城 - 二上山山頂。標高が高いため一円を広く望むことができ、尼子氏が一帯に侵攻する拠点となった。現在電波塔として使用されている。
- 高城 - 天正の宇喜多氏による侵攻時、最後まで攻防の舞台となった。
- 一ノ瀬城 - 竹内氏の拠点。現在綺麗に整備されている。
- 竜王山城 - 籾村、岸氏の拠点。

## 垪和出身の有名人
- 岸田吟香
- 山本唯三郎 - 船成金で、山本征虎軍などの奇行、札に火を灯して灯り代わりにしたといった逸話で有名。郷里久米郡へも寄付で山本実業学校を設立している。
- 横川定 - 横川吸虫の発見者。